# Colibrí becdentat
El colibrí becdentat (Androdon aequatorialis) és una espècie d'ocells de la subfamília dels politmins (Polytminae) dins la família del troquílids (Trochilidae) i únic representant del gènere Androdon (Gould, 1863). Es distribueix pel nord de Sud-amèrica i sud d'Amèrica Central.
És verdós maragda i amb la zona inferior de les ales vermelloses. Té un bec fi i llarg que pot aconseguir els 3 cm de longitud. És una gran mesura tenint en compte que el seu cos amb prou feines arriba als 5 cm si a més expliquem la seva llarga cua. S'alimenta del nèctar de les flors i d'insectes.
És molt veloç batent les seves ales, ja que pot moure-les més de 100 vegades per segon, i mai es para, tret que sigui per pondre ous. Els quals són gairebé rodons i pesen entre 6 i 8 grams.